# فردریک فریزون
فردریک فریزون (انگلیسی: Frederik Frison؛ زادهٔ ۲۸ ژوئیهٔ ۱۹۹۲) دوچرخه‌سوار اهل بلژیک است.
از باشگاه‌هایی که در آن بازی کرده‌است می‌توان به تیم لوتو–سودال، و تیم لوتو–سودال، اشاره کرد.